# Abdulla Baba Fatadi
Abdulla Baba Fatadi (né le 2 novembre 1985) est un footballeur bahreïni d’origine nigériane, évoluant au poste de milieu de terrain pour le club suisse de Neuchâtel Xamax.
Son nom de naissance est BabaTunde Fatai. Il joua pour le Nigeria lors du championnat du monde des moins de 17 ans avant de rejoindre Bahreïn en 2004. Plus tard, il prit la nationalité bahreïnienne. Il joua pour la sélection de Bahreïn des moins de 23 ans avant de rejoindre l'Équipe de Bahreïn de football en 2007. Certaines personnes le surnommaient « Jay-Jay Okocha » lorsqu’il était junior.

## Clubs
- 2002 - 2004 :  Al Najma Club
- 2004 - 2006 :  Al Ahly Manama
- 2006 - 2007 :  Al Muharraq Club
- 2007 - 2009 :  Al Kharitiyath Sports Club
- 2009 - :  Neuchâtel Xamax